# Івахненки (Оржицький район)
Івахненки — колишнє село в Україні, Оржицькому районі Полтавської області. Було підпорядковане Райозерській сільській раді. 
Село позначена на карті 1860-70-х рр. як хутір Демченків (Івахненків). У хуторі було 10 дворів. 
1986 р. у селі мешкало бл. 30 осіб. Розташовувалося за 200 м від автошляху Т1723.
Зняте з обліку рішенням Полтавської обласної ради від 15 лютого 2001 року. 